# Moradabad (divisie)

Ligging in Uttar Pradesh

Moradabad is een divisie binnen de Indiase deelstaat Uttar Pradesh. Deze divisie bestaat uit de volgende vijf districten:
- Amroha
- Bijnor
- Moradabad
- Rampur
- Sambhal